# Enrico II di Augusta
Enrico II (... – 3 settembre 1063) fu vescovo di Augusta dal 1047 alla morte.

## Biografia
Prima di essere nominato vescovo, Enrico II fu membro della cappella di corte dell'imperatore Enrico III e, dal 1046 al 1047, capo della cancelleria italiana, nella quale furono preparati i documenti riguardanti le parti italiane dell'impero. La sua carriera è quindi tipica del sistema ecclesiastico imperiale ottoniano-saliano. Come vescovo di Augusta, Enrico fu responsabile dell'ampliamento della cattedrale di Augusta e del palazzo episcopale.
Secondo Bertoldo di Reichenau, egli fu vicino all'imperatrice-reggente Agnese di Poitou ed ebbe una vasta influenza a corte durante la minor età di Enrico IV. Nel 1059 l'imperatrice mise fine alla disputa tra il vescovo e il conte Diepoldo (Diepoldo II?) in qualità di duchessa di Baviera. Il suo potere ebbe fine quando fu estromesso dal potere assieme alla reggente con il colpo di Stato di Kaiserswerth. Secondo Lamberto di Hersfeld, ostile ad Enrico IV, egli morì odiato dal sovrano e dai vescovi, suggerendo inoltre che ebbe una relazione con l'imperatrice.